# 베니 웬다
베니 웬다(Benny Wenda, 1975년 ~ )는 서파푸아 독립 운동 지도자이자 서파푸아 연합해방운동(ULMWP) 의장이다. 그는 인도네시아로부터의 서파푸아 독립을 위한 국제 로비스트이다. 그는 영국에 망명하여 살고 있다. 2003년 재판 중 구금에서 탈출한 후 영국 정부로부터 정치적 망명을 허가받았다.
그는 영국 의회, 유엔, 유럽 의회에서 파푸아인의 특별 대표로 활동했다. 2017년 그는 서파푸아 연합해방운동(ULMWP)의 의장으로 임명되었으며, 이는 서파푸아 독립을 위해 투쟁하는 세 주요 정치 조직을 통합한 새로운 조직이다.
2020년, ULMWP는 서파푸아 공화국의 새로운 헌법과 임시 정부를 발표했으며, 웬다는 임시 대통령으로 재임했다. 그의 대통령직은 서파푸아 국민 해방군(인도네시아어: Tentara Pembebasan Nasional Papua Barat)의 일부 구성원들이 그의 영국 체류가 대통령직의 정당성을 훼손한다고 주장하며 이의를 제기했다.
그는 2023년 9월 메나세 타부니에게 자리를 물려주었다. 2023년 11월, 그는 자야푸라에서 열린 총회 후 ULMWP 회장으로 복귀하여 메나세 타부니와 지도력 분쟁을 벌였다.
자유 파푸아 운동은 현지 민간인을 대상으로 한 여러 공격의 배후로 비난받고 있지만, 이는 독립적으로 확인되지 않았다. 이 단체는 해당 지역에 들어오는 외국인을 납치하고 살해하는 것으로 알려져 있다.

## 어린 시절
웬다는 인도네시아, 이리안자야의 중앙 고지대에 위치한 발리엠 계곡에서 태어났다. 그의 정확한 출생일은 알려져 있지 않으며, 그의 웹사이트에는 1970년대에 태어났다고만 적혀 있다.
1977년에 라니족 15,000명이 인도네시아군의 파푸아인 폭력에 반발하여 반란을 일으켰다. 인도네시아군은 고지대 라니족 마을에 항공기 폭격을 가하며 보복했다. 사망자 중에는 웬다의 가족도 다수 포함되어 있었다. 폭격 중 웬다의 다리 하나가 심하게 다쳐 성장이 저해되었다. 1977년부터 1983년까지 베니와 그의 가족은 수천 명의 다른 고지대 주민들과 함께 정글에 숨어 살았다. 그는 부족 장로들에 의해 지도자로 임명되었고, 이후 라니족이 인도네시아군에 항복한 후 첸데라와시 대학교에서 사회학을 공부했다.

## 정치 지도자 경력
웬다는 코테카 부족 회의(DeMMAK)의 사무총장이 되었다. DeMMAK는 고지대 부족 장로들에 의해 설립되었으며, 서파푸아 고지대 부족민의 관습, 가치, 신념을 인정하고 보호하는 것을 목표로 한다. 이 단체는 인도네시아로부터의 독립을 옹호하며, 인도네시아 정부가 제시하는 특별 자치 또는 기타 정치적 타협안을 거부한다. 웬다는 DeMMAK의 사무총장으로서 장로회의를 대표했다. 이 조직은 파푸아 프레시디움 위원회(PDP)의 자카르타와의 협상이 파푸아인의 열망을 대변하는 한 지지했으며, 그 열망은 인도네시아로부터의 독립이라고 주장했다.

## 수감
웬다는 2002년 독립 집회 행진을 주도했다는 혐의로 재판을 받게 되었다. 시위가 폭력적으로 변하여 인도네시아 당국은 시위대가 상점 두 곳에 불을 지르고 경찰관 한 명을 살해했다고 주장했다. 웬다는 자신의 체포와 혐의가 독립 운동 지도자들을 탄압하던 시기에 발생한 정치적 동기에서 비롯된 것이라고 주장한다. 이러한 탄압은 몇 달 전에 주요 독립 운동 지도자 테이스 엘루아이의 암살로 이어졌다. 언론 보도에 따르면 웬다는 유죄 판결 시 25년형을 선고받을 수 있었다. 그는 또한 구금 중 사망 위협을 받았다고 주장된다.
웬다는 재판 중에 감옥에서 탈출했다. 서파푸아 독립운동가들의 도움을 받아 이웃 나라인 파푸아뉴기니 국경을 넘어 탈출했고, 나중에 난민 수용소에서 아내 마리아와 재회했다. 몇 달 후 그는 유럽 비정부기구의 도움을 받아 영국으로 건너가 정치적 망명을 허가받았다.

## 국제형사경찰기구
2011년, 인도네시아 정부는 웬다 씨의 체포 및 인도 요청을 담은 국제형사경찰기구 적색수배를 발부했다. 그러나 페어 트라이얼스 인터내셔널이 주도한 캠페인 이후, 2012년 국제형사경찰기구는 조사 결과 웬다 씨에 대한 혐의가 "정치적 동기에서 비롯된 것이며 인도네시아 정부에 의한 시스템 남용"으로 결론지어진 후 적색수배를 철회했다.
국제형사경찰기구가 적색수배를 데이터베이스에서 삭제했다고 발표한 후, 페어 트라이얼스 인터내셔널의 최고 책임자 자고 러셀은 "국제형사경찰기구는 심각한 범죄 퇴치에 사용되어야 하지만, 인도네시아는 평화적인 정치 운동가를 위협하기 위해 이를 남용해 왔다"고 밝혔다. 영국 전국지 데일리 텔레그래프와의 인터뷰에서 웬다 씨는 이제 관심이 "서파푸아의 내 민족의 곤경으로 옮겨가기를 희망한다. 그들은 서방 사람들이 당연하게 여기는 거의 모든 기본 권리를 박탈당한 인도네시아 정권 하에서 계속 고통받고 있다"고 밝혔다.

## 자유 서파푸아 캠페인
영국에 도착한 후, 베니는 2004년 옥스퍼드의 파푸아 지지 활동가들이 설립한 자유 서파푸아 캠페인의 주요 대변인이 되었다. 이 캠페인의 목표는 정부 로비 및 시민 사회 전반의 지원을 통해 서파푸아 주민들의 인권 상황 및 독립 열망에 대한 인식을 확산하는 것이다. 영국에서의 자유 서파푸아 캠페인 운동은 영국 대학의 영구 학생 단체 및 지역 그룹뿐만 아니라 옥스퍼드, 헤이그, 포트모르스비에 영구 사무소를 포함하여 성장했다.
2013년 2월, 웬다는 자결권 문제에 대한 인식을 높이기 위해 미국, 뉴질랜드, 호주, 파푸아뉴기니, 바누아투를 순회하는 '자유 투어'를 undertook. 그는 뉴질랜드 국회에서의 연설이 차단되었다. 야당은 정부가 중요한 무역 파트너인 인도네시아 정부를 불쾌하게 만들고 싶어하지 않는다고 비난했다. 녹색당, 노동당, 마나 소속 정치인들은 그 결정이 "의회의 정신에 어긋난다"고 말했다.
2013년 4월, 웬다는 옥스퍼드 시장 모하메드 아바시와 지역 국회의원 앤드류 스미스와 함께 자유 서파푸아 캠페인의 새 본부 개소식에 참석했다. 이 개소식은 인도네시아 정부의 격렬한 반응을 불러일으켰으며, 인도네시아 주재 영국 대사는 왜 영국이 사무실 개소를 허가했는지 설명하라는 소환장을 받았다.
2013년 5월, 웬다는 시드니 오페라 하우스에서 TEDx 시리즈의 일환으로 연설했으며, 2,500명의 청중 앞에서 기립 박수를 받았다. 그의 등장은 다시 한번 인도네시아 당국의 격렬한 반응을 불러일으켰으며, 그들은 그가 무대에 오른 지 몇 시간 안에 호주 정부에 공식적인 불만을 제기했다.

## 서파푸아를 위한 국제 의원 연합

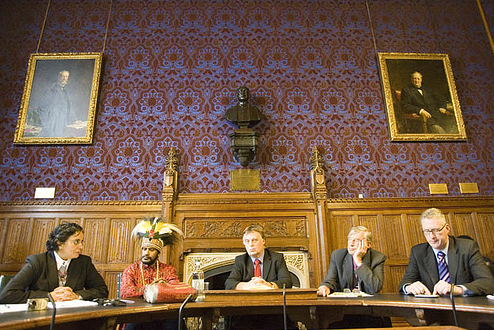
서파푸아를 위한 국제 의원 연합 창립 회의, 2008년

영국 국회의원 앤드류 스미스와 상원 의원 리처드 해리스와 함께, 베니 웬다는 서파푸아를 위한 국제 의원 연합의 창립 멤버이다. 이 초당적 그룹은 2008년 10월 런던의 영국 의사당에서 출범했으며, 렘비트 오픽과 아베버리 남작을 포함한 영국 의원들과 파푸아뉴기니, 호주, 바누아투의 정치인들이 참석했다.
이 단체는 전 세계 정치인들로부터 적극적으로 지원을 받고 있으며, 그 목표는 유엔에 자유 선택법 재실시를 위한 충분한 정치적 압력을 행사하는 것이다. 영국 출범 외에도 IPWP는 유럽 의회, 스코틀랜드 의회, 그리고 파푸아뉴기니에서도 출범 행사를 가졌다.

## 서파푸아를 위한 국제 변호사 연합
2009년 4월, 베니 웬다는 서파푸아를 위한 국제 변호사 연합을 출범했다. 출범 행사에서는 남미 가이아나에서 국제 변호사들이 개최한 일련의 고위급 회의가 열렸다. 이 단체의 목표는 서파푸아 자결권 및 인도네시아의 "서파푸아 불법 점령"에 대한 법적 근거를 개괄하기 위해 국제 법조계 내에서 틀을 개발하는 것이다.
서파푸아를 위한 국제 변호사 연합 출범과 함께 가이아나는 서파푸아 독립에 대한 지지를 표명했다.

## 수상
베니 웬다는 노벨 평화상 후보로 두 차례 지명되었다.
2019년 그는 영국 옥스퍼드 시의회로부터 옥스퍼드 명예 시민으로 선정되었다. 옥스퍼드 시장 크레이그 심몬스는 이 영예가 "당연한 것"이며 웬다 씨는 "지역적으로나 국제적으로나 많은 기여를 하고 있다"고 말했다.

## 라니 싱어스
베니와 그의 아내 마리아는 라니 싱어스라는 이름으로 전통 서파푸아 음악을 연주한다. 2008년에 그들은 데뷔 앨범인 "니날릭 은다위(자유의 노래)"를 발표했다. 이 앨범은 가디언과 옵서버를 비롯한 전국 신문과 fRoots, 송라인스, 와이어와 같은 음악 잡지에서 호평을 받았다. 이 그룹은 BBC 라디오 3의 월드 루트 및 BBC 라디오 런던의 런던의 세계에서 인터뷰와 라이브 세션을 진행했다. 그들은 또한 뮤직포트 페스티벌, 글래스톤베리 페스티벌, 런던의 템스 페스티벌에서 공연했다.

## 가족 생활
베니와 마리아는 서파푸아에서 공부하던 중 만났고 1999년부터 결혼 생활을 하고 있다. 영국 정부로부터 정치적 망명을 허가받은 후 그들은 자녀들과 함께 옥스퍼드에 거주하고 있다.

## 다큐멘터리
베니 웬다에 대한 장편 다큐멘터리인 귀향길은 2015년에 공개되었다. 이 영화는 2016년 암스테르담 영화제에서 '최우수 다큐멘터리'상을 수상했다.
베니 웬다와의 인터뷰를 담은 장편 다큐멘터리 Please Pray for West Papua는 2020년에 공개되었으며, 2021년 토론토와 2022년 맨체스터의 Lift Off Global Network 영화제 공식 선정작이었다.

## 같이 보기
- 정치적 망명 허가자 목록
- 파푸아 분쟁